# جاك ميرسير
جاك ميرسير (بالإنجليزية: Jack Mercer)‏ هو رسام رسوم متحركة وممثل أمريكي، ولد في 13 يناير 1910 بنيويورك في الولايات المتحدة، وتوفي في 4 ديسمبر 1984 في الولايات المتحدة.

## أعمال

### أفلام
- (1936) باباي البحار يلتقي بسندباد البحري
- (1940) بينوكيو[2][3][4]

### مسلسلات
- ساعة باباي الأحدث

## وصلات خارجية
- جاك ميرسير على موقع IMDb (الإنجليزية)
- جاك ميرسير على موقع أول موفي (الإنجليزية)
- جاك ميرسير على موقع قاعدة بيانات الأفلام السويدية (السويدية)
- جاك ميرسير على موقع ديسكوغز (الإنجليزية)
- جاك ميرسير على موقع قاعدة بيانات الفيلم (الإنجليزية)
- جاك ميرسير على موقع كينوبويسك (الروسية)